# Rodrigo Díaz (bailarín)
Rodrigo Alexander Díaz Rioseco (Santiago, 9 de julio de 1979) es un bailarín e ingeniero comercial chileno. Aunque participó en comerciales de televisión desde los trece años, alcanzó notoriedad al ganar la primera generación del programa buscatalentos Rojo, fama contrafama, de Televisión Nacional de Chile, en febrero de 2003.

## Biografía
Nacido en la comuna de Quinta Normal, en Santiago de Chile, es hijo de Cecilio Díaz y Marlene Rioseco. A los ocho años, ingresó a participar en un grupo folclórico infantil. A los trece, comenzó a grabar comerciales y a los dieciséis ya era parte de la «Generación 96» del programa Venga conmigo de Canal 13. Más tarde, formó parte del programa Extra jóvenes, de Chilevisión, donde recibió instrucciones de danza de la coreógrafa Teresa Alcaíno.
Mientras estudiaba ingeniería comercial en la Universidad Central de Chile, se fue de gira con el grupo musical Supernova y bailó en diversos programas estelares, como De pe a pa, hasta que TVN le ofreció participar en su nuevo programa de talentos, Rojo, fama contrafama, que se estrenaría en diciembre de 2002. En febrero del año siguiente, ganó la competencia de bailarines, lo que le significó un viaje a Miami para participar en la academia de la actriz Maitén Montenegro. Al regresar, continuó en el programa como artista estable del Clan Rojo y como presentador de la sección «Entre bambalinas». Debido a la popularidad del programa, en el 2006 se estrenó Rojo, la película, donde Rodrigo interpretó a Camilo González. Al concluir la temporada 2007, Díaz se retiró del programa.
En noviembre de 2003, Díaz inauguró su primera academia de danza en la comuna de Providencia.
En abril de 2008, mientras Díaz bailaba junto a la actriz Sandra O'Ryan en la cuarta temporada del programa El baile en TVN, se dio a conocer que él y su novia, la modelo peruana Carolina Mendiola, se convertirían en padres. Sin embargo, a los cuatro meses de gestación, Mendiola perdió el bebé.
Posteriormente, el 4 de octubre de 2009 y gracias a un acuerdo con la cadena de centros comerciales Parque Arauco, abrió su segunda academia, Studio Rodrigo Díaz, en el Mall Arauco Maipú. Más tarde, en diciembre de 2010, inauguró su tercera academia en el Mall Marina Arauco de Viña del Mar. En estas academias, Díaz imparte clases de ballet, baile de salón, hip hop, jazz, danza moderna, reguetón, salsa, claqué y zumba, además de un taller para niños con síndrome de Down y déficit motriz.
En abril de 2010, Díaz regresó a la televisión para participar en la tercera temporada del programa de baile para celebridades Fiebre de baile, emitido por Chilevisión, en el cual obtuvo el primer lugar. Meses después, el 27 de septiembre, Rodrigo se convirtió en jurado del espacio Talento chileno —la versión local de la franquicia británica Got Talent— emitido también por Chilevisión. A comienzos de 2012, Díaz se incorporó nuevamente a Fiebre de baile, esta vez reemplazando a Maura Rivera como jurado de la quinta temporada del programa.
El viernes 7 de diciembre de 2012, Díaz fue internado en la Clínica Las Condes por manifestar una insuficiencia renal. Al día siguiente fue intervenido quirúrgicamente debido a que sus riñones trabajaban a un 30% de su capacidad. Horas después, cuando su diagnóstico aún no era claro, los cercanos a Díaz explicaron que su afección se originó porque el 4 de diciembre se sometió a una extracción molar, razón por la cual debió consumir analgésicos, antiinflamatorios y antibióticos. Estas sustancias, sumadas a la intensa actividad física que Díaz suele realizar, le habrían provocado una deshidratación.
En febrero de 2017, Díaz habló públicamente por primera vez sobre su novio, el ingeniero industrial Pedro Pablo González, con quien mantuvo una relación desde 2009, la cual finalizó el año 2018. Actualmente, se encuentra en pareja con Enzo León.
En 2018, vuelve a la nueva versión del programa del cual fue parte Rojo, el color del talento, en su segunda temporada, pero esta vez como entrenador.
En 2019, acepta el desafío de conducir la versión veraniega de Rojo, llamado Rojo en Vacaciones junto a Maura Rivera.
En 2022, participa en el programa Aquí se baila.
En 2024, se casó con su pareja Enzo León.